# Тоґон-Темур
Тоґон-Темур (монг. Тогоонтөмөр, Togoontömör), храмове ім'я Хуейцзун (кит.: 惠宗; піньїнь: Huizong; 25 травня 1320 —23 травня 1370) — останній імператор династії Юань. За його правління монголи 1368 року залишили Китай.

## Життєпис
Народився у 1320 році у родині Хошіли. У 1329 році після смерті батька Тоґон-Темура було заслано до Кореї. Після смерті його дядька у 1332 році Туг-Темура, який бажав перебрати владу саме Тоґон-Темуру розгорілася боротьба за владу. Зрештою імператором став зведений брат Тоґон-Темура Ірінджібал, але незабаром того було вбито. Після цього тривалий час монгольська знать не могла визначитися із спадкоємцем трону. Точилася боротьба придворних груп військовика Байаня і удови Туг-Темура, Будаширі, з впливовим сановником з сему (кипчак) Яньтимуром, яка завершилася смертю останнього. Зрештою у 1333 році усі монгольські знатні роди погодилися на Тоґон-Темурі. Натомість останній оженився на доньці Яньтимура. Вплив придворної групи сему на чолі із Садунєм, молодшим братом Яньтимура, зберігався до 1335 року.
Зважаючи на молодість імператора, при ньому фактичними правителями стали військовики Байань та Тогто. У 1334 році було скасовано систему іспитів. Проводилася політика на підсилення впливу монголів в адміністрації. У 1335 році було придушено змову тюркської знаті (сему). У 1336 Тоґон-Темур відправив представницьке посольство в Західну Європу, що прибуло в травні 1338 року в м. Авіньйон. Воно передало римському папі Бенедикту XII два листи: від імператора і знатних асів-християн, які служили монголам в Китаї. Аси за згодою їх Тоґон-Темура прагнули до встановлення контактів з духовним головою західного християнського світу і просили прислати до них в Китай духовного наставника. У свою чергу, Тоґон-Темур просив папу римського надіслати йому своє благословення та згадувати його у своїх молитвах.
У 1336 році уряд стикнувся з фінансовою кризою. Її намагалися подолати за рахунок збільшення податків та підвищення цін на сіль. На початку правління Тоґон-Темура прибуток від соляних копалень становив 30 млн унцій срібла. Проте це не допомогло: постійними стали голод, посуха, повені. Значно збільшився чиновницький апарат, посилювалася корупція. У 1337–1338 роках відбулося повстання китайців. Після придушення останнього байань набув надзвичайної влади, обіймаючи 35 високих посад. В цей час помирає впливова імператриця-удовиця Будаширі, яка підтримувала Байаня. У 1340 року внаслідок інтриг Байана було змушено до самогубства. Того ж року Тогто відновив систему іспитів. З цього моменту вплив на імператора мав голова цензората Тогто 9небіж Байаня).
Складна економічна ситуація, зловживання чиновників, підвищення податків, стихійні лиха спричинили численні повстання, особливо на території Китаю. 1351 року спалахнуло велике повстання червоних пов'язок. Водночас посилилися річкові пірати. Тогто не зміг до кінця придушити заворушення. Для поліпшення фінансового стану він вирішив випусти ще більше паперових грошей, але це лише посилило інфляцію. Разом з тим на півночі проводилися роботи з розширення посівних площ, Тогто спрямував 120 тисяч вояків на риття каналу від річки Хаунхе до Жовтого моря на південь від півострова Шаньдун.
Однак, 1355 року внаслідок палацових інтриг на чолі з сановником Кама та імператрицею Ці Тогто було страчено. Після цього центральний уряд остаточно втратив контроль над ситуацією в імперії. Криза поглиблювалася розбрадом між монгольськими князями, відстороненням імператора від державних справ. В короткий час піднялися до влдаи й швидко загинули сановники Кама та Тінчу. Водночас набрали силу намісники провінцій (даругачі), що незавжди корилися центральному уряду. У 1362 році загострилися відносини між імператором та його сином-спадкоємцем Аюширідарі.
Проте 1366 року загалом вдалося придушити повстання червоних пов'язок. Але вже набрав силу очільник інших повстанців Чжу Юаньчжан, який 1368 року захопив столицю Даду. Тоґон-Темур утік до Монголії. Тут у місті Інчан він помер 23 травня 1370 року.